# Galindo Garcés
Pour les articles homonymes, voir Garcés.
Galíndo Garcés, mort en 844, est comte d'Aragon de 833 à sa mort. Il succède à son père García Galíndez.

## Le comté d'Aragon auIXesiècle
L'histoire de l'Aragon au IXe siècle est mal connue. À un comte Aureolus, mort en 809 succède Aznar Galíndez, qui est ensuite chassé en 820 ou en 825 par son gendre García Galíndez, dit le Mauvais. La date de la mort de Garcia le Mauvais est mal connue et les avis divergent : 830, 833 ou entre 838 et 858. On sait aussi qu'en 858, Galíndo Aznárez, fils d'Aznar Galíndez a repris le comté paternel d'Aragon.

## Sources primaires
Plusieurs documents mentionnent un comte Galíndo dans la première moitié du IXe siècle, le problème est de savoir s'il concernent un seul personnage pou plusieurs :
- une charte non datée qui répertorie les possessions du monastère Saint-Pierre de Siresa incluant une donation faite par comte Galíndo. Antonio Ubieto Arteta a daté cette charte entre 808 et 821 ;
- Garsias Jiménez roi de Pampelune et le comte Galíndo d'Aragon font en août 828 une donation à San Juan de la Peña ;
- le comte Galíndo, fils de Garcia, et son épouse Guldreguth donnent une propriété au monastère Saint-Pierre de Siresa par une charte d'un 25 novembre « sous le règne de notre empereur Louis ». Antonio Ubieto Arteta date cette charte entre 828 et 833.

## Interprétations
Par rapport à ses sources, les avis sont divergents.
Prudent, José María Monsalvo Antón ne mentionne pas Galíndo Garcés dans son Atlas, estimant que l'Aragon passe directement de García Galíndez à Galíndo Aznarez.
Charles Cawley considère que les trois sources susmentionnées s'appliquent à un même comte qui ne peut chronologiquement pas être fils de García Galíndez (« If correct, this indicates the chronological impossibility that this Galíndo García was the son of conde García Galíndez "el Malo", as shown in many secondary sources »), et pense que Galíndo Garcés pourrait être le père d'Aznar Galíndez.
Mais l'hypothèse qui fait consensus et de considérer que le Galíndo de la première source est différent de celui des deux autres sources. À la mort de García Galíndez vers 830/833 lui succède son fils Galíndo Garcés. Christian Settipani estime que Galíndo Garcés avait un frère, dénommé ibn Garcya al-Sirtan par les Musulmans, qui fut défait par l'émir de Cordoue et que les conséquences de la défaite ont peut-être facilité la conquête du comté d'Aragon par Galíndo Aznárez

## Descendance
Il n'a pas de descendance connue, malgré un mariage avec une Guldreguth. 
Sur la base du prénom de sa femme, Christian Settipani pense qu'il est un ancêtre de Goltregote, épouse de Loup, comte de Pallars, chronologiquement sa petite-fille, mais celle-ci est connue comme fille naturelle de Miron II, comte de Cerdagne et de Vigília, peut-être d'Empúries. On voit mal comment placer Galíndo Garcés et Guldreguth dans l'ascendance de Goltregote de Cerdagne.